# Wieże Wignacourta

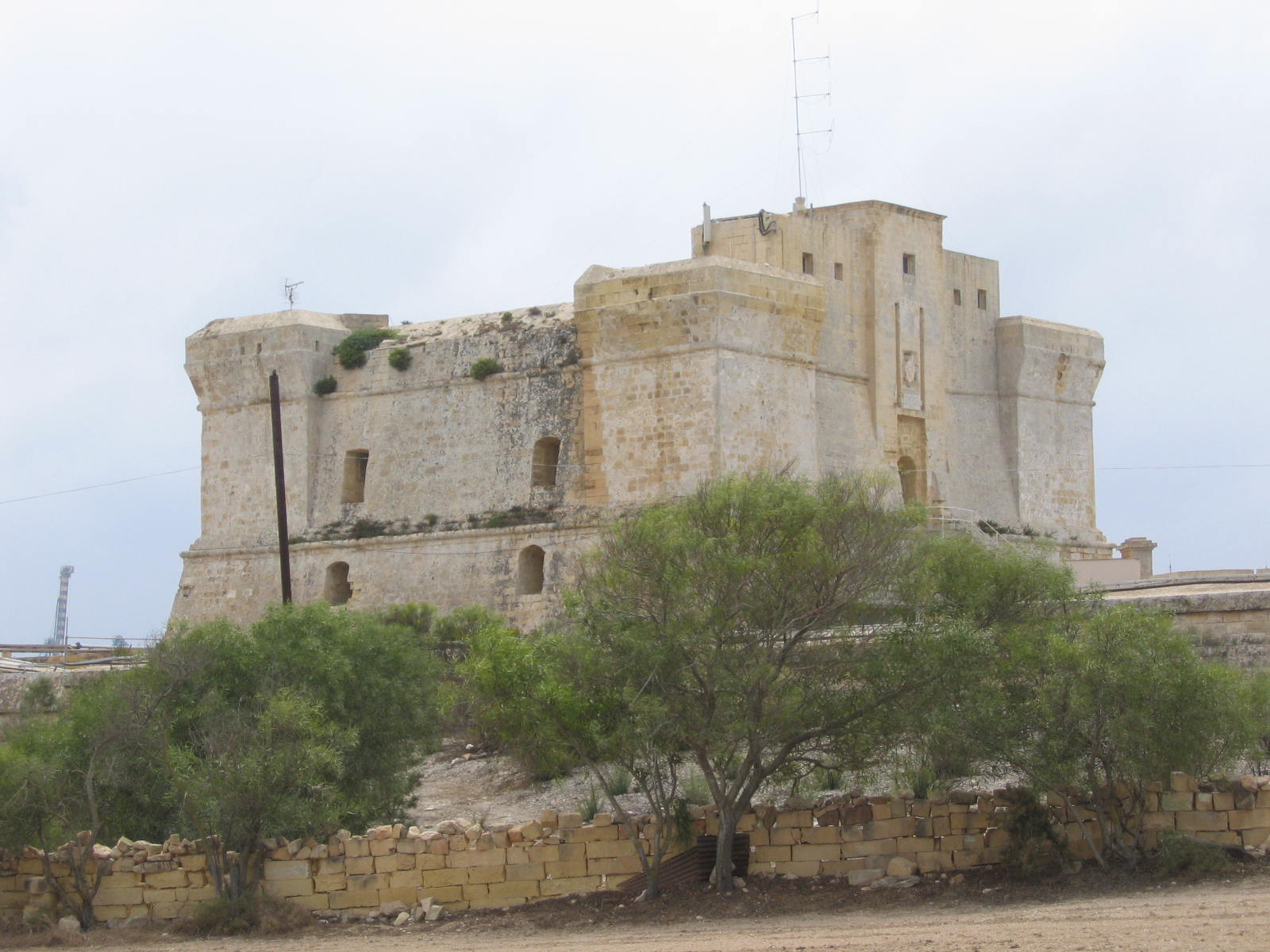
Wieża św. Lucjana

Wieże Wignacourta (Wignacourt towers) – grupa sześciu umocnionych kamiennych wież obserwacyjnych zbudowana za czasów wielkiego mistrza Kawalerów maltańskich Alofa de Wignacourt w okresie pomiędzy latami 1610–1649. Do czasów współczesnych zachowały się jedynie cztery fortyfikacei. Wieże Wignacourta różnią się od wież Lascarisa oraz wież de Redina. Nie są prostymi wieżami obserwacyjnymi, a w zasadzie sporymi fortyfikacjami umożliwiającymi stawianie oporu i stanowiącymi schronienie dla załogi.

## Wieże
Wieże zbudowane zostały za czasów panowania Alofa de Wignacourt to:
- Wieża św. Lucjana
- Wieża św. Tomasza
- Wieża św. Pawła
- Wieża św. Marii
- Wieża Marsalforn
- Wieża Santa Maria delle Grazie

Ze względu na konstrukcję do Wież Wignacourta czasami zalicza się też Wieżę św. Agaty, tzw. Czerwoną Wieżę, mimo iż została zbudowana już za czasów wielkiego mistrza de Lascarisa.